# Cybosia flava
Cybosia flava là một loài bướm đêm thuộc phân họ Arctiinae, họ Erebidae.